# Viliame Takayawa
Viliame Takayawa (21 de febrero de 1949-17 de febrero de 2010) fue un deportista fiyiano que compitió en judo. Ganó una medalla de plata en el Campeonato de Oceanía de Judo de 1981 en la categoría de –95 kg.

## Palmarés internacional
| Campeonato de Oceanía | Campeonato de Oceanía | Campeonato de Oceanía | Campeonato de Oceanía |
| Año                   | Lugar                 | Medalla               | Categoría             |
| --------------------- | --------------------- | --------------------- | --------------------- |
| 1981                  | Suva (Fiyi)           | Medalla de plata      | –95 kg                |